# Fichage en France
 (juin 2019).
Le fichage en France est constitué de fichages nationaux d’État, auxquels s'ajoutent des fichages au niveau européen accessibles par les mêmes organismes d'État, et parfois par des organismes privés. La loi informatique et libertés de 1978, votée à l'occasion de la révélation du projet SAFARI, a institué la Commission nationale de l'informatique et des libertés (CNIL), qui est censée contrôler l'usage et l'application des fichiers.
La prolifération des fichiers de police (au sens large) en France (le rapport Alain Bauer de 2007 en comptait 36 ; celui de 2008 en dénombrait 45,, et le rapport des députés Delphine Batho et Jacques-Alain Bénisti, publié en mars 2009, en recense 58) s'explique à la fois par une logique de surveillance et une transformation de la fonction du droit pénal, de plus en plus axée sur la « dangerosité » (cf. Commission nationale consultative des droits de l'homme, Ligue des droits de l'homme, etc.), et par l'existence de la CNIL, rétive à l'interconnexion des données personnelles et donc à la constitution d'un fichier géant unique, qui amalgamerait différentes personnes et différentes finalités sans tenir compte des différentes dispositions légales.
Dans le cadre du projet de loi Loppsi, un système de mise en commun de toutes ces données, et de celles disponibles sur Internet, est mis au point par la Gendarmerie nationale sous le nom d'Application judiciaire dédiée à la révélation des crimes et délits en série,.

## Historique jusqu'à 1945
- Le Livret ouvrier, mis en service par Napoléon au début du XIXe siècle, sert à surveiller les déplacements des classes populaires. Avant lui, au XVIIe siècle, Louis XIV avait déjà mis en place des papiers visant à surveiller les artisans du royaume[10].
- Alphonse Bertillon à partir de 1882 fait développer les techniques de police scientifique, avec notamment des techniques de fichage biométriques, inspirée de l'anthropométrie, utilisée en anthropologie physique. Il développe ainsi la photographie judiciaire et la dactyloscopie (empreinte digitale)[11].
- L'affaire des fiches (parfois appelée affaire des casseroles) concerne un fichage et une ségrégation politique et religieuse menée dans l'armée française au début du XXe siècle.
- Le Carnet B : son but est de repérer les suspects d'espionnage, les éléments antimilitaristes, les Français et les étrangers susceptibles de menacer l’ordre intérieur. La police écoute, surveille et établit une liste des cas douteux. En 1914, 2 500 personnes y figurent. Les étrangers représentent 20 % du total. Les 2 000 autres personnes, qu'il est ainsi possible d'arrêter si la guerre éclate avec l'Allemagne, sont repérées pour leur militantisme politique ou syndical.
- Relaté dans le livre IBM et l'Holocauste d'Edwin Black (grand reporter au Washington Post)[12] les machines Hollerith (du nom de l'inventeur des machines à cartes perforées au tournant du XXe siècle) vont permettre aux nazis allemands, à partir de 1933, d'améliorer leurs techniques de recensement, et notamment des juifs, mais également d'organiser de façon méticuleuse la déportation.
- Sous la Troisième République, le policier André Tulard fiche les communistes ; il fait de même pour les juifs sous Vichy. Ce « fichier Tulard » a été transmis à Theodor Dannecker, chef de la Gestapo à Paris. Les coordonnées des Juifs de la zone occupée qui se sont fait recenser sont enregistrées par la police française ; un fichier central est établi sous la direction de l'inspecteur Tulard. Ce fichier est transmis à titre gracieux à la section IV J de la Gestapo, chargée du « problème juif ». Le fichier sera principalement utilisé pour l'organisation de la rafle du Vélodrome d'Hiver, les 16 et 17 juillet 1942.
- En 1942, le régime de Vichy abroge les circulaires concernant le Carnet B et créé nouvelle liste nommée « Liste S » puis « Fichier S » (l'ancêtre de la fiche S actuelle)[13] ainsi qu'un Fichier de la batellerie (cf. ci-dessous pour plus de précisions)[14].

## De 1945 à 1991

### Extension de l'usage du NIR et le contrôle des allocataires et du statut des étrangers
Le Numéro d'inscription au répertoire national d'identification des personnes physiques (NIR), qui est le même que le numéro de Sécurité sociale. Sous le régime de Vichy, le premier répertoire général est mis au point par René Carmille pour préparer secrètement la mobilisation de l'armée dissoute par les accords d'armistice. Malgré diverses alertes, Carmille évite toute utilisation pour la chasse aux résistants, aux Juifs ou aux réfractaires du STO. L'utilisation du NIR s'est aujourd'hui généralisée, étant en particulier utilisé par les organismes de sécurité sociale, les établissements de santé (y compris à des fins de recouvrement de créances), le fisc, Pôle emploi et les organismes chargés de surveiller et contrôler la situation des allocataires, ainsi que d’autres organismes d’État,,.
Ces interconnexions, à travers l'usage d'un identifiant unique (le NIR), ont « généralement pour but de vérifier la réalité de la situation sociale des demandes ». Les Assédic, l'Unédic, et le CNASEA (chargé du RMI) l'utilisent ainsi pour contrôler les allocataires,. La DDTEFP (Direction départementale du travail, de l'emploi et de la formation professionnelle) utilise depuis 2005 le fichier PRECAR IT (sic), qui intègre les cinq premiers chiffres du NIR, « pour contrôler la situation des demandeurs d'emploi ».
La CNIL a aussi autorisé, en 2007, les Maisons départementales des personnes handicapées à mettre en place un fichier, utilisant le NIR, qui sert au « suivi » des handicapés, à « certifier l’identité des personnes auprès du Système National de Gestion de l’Identité (SNGI) », à leur contrôle dans le cadre de l'attribution d'allocations sociales (y compris le contrôle des handicapés étrangers et de leur situation régulière ou non), et à la « production de statistiques ». Les COTOREP et les CDES, qui précédaient les Maisons départementales des personnes handicapées, utilisaient déjà le NIR. La CNIL s'est défendue en déclarant « que si un numéro unique national est nécessaire, la création d’un identifiant spécifique aux personnes handicapées serait susceptible de les stigmatiser. En conséquence, elle admet que le numéro de sécurité sociale puisse être utilisé comme identifiant des usagers des MDPH à des fins d’instruction de leur dossier ».

### SAFARI et la création de la CNIL
La révélation du projet SAFARI le 21 mars 1974 par le quotidien Le Monde, dans l'article intitulé SAFARI ou la chasse aux Français de Philippe Boucher, a entraîné une vive opposition populaire, ce qui a incité le gouvernement à créer la Commission nationale de l'informatique et des libertés (CNIL), une autorité administrative indépendante, par la (Loi informatique et libertés de 1978). Le projet SAFARI visait notamment à l'interconnexion de tous les fichiers détenus par l'administration via un identifiant unique, le NIR (Numéro d'inscription au répertoire national d'identification des personnes physiques, plus connu en tant que numéro de Sécurité sociale).

### Réorganisation des fichiers des RG en 1990-1991
En 1990, le premier ministre Michel Rocard décide de réorganiser la gestion des divers fichiers en France, dont ceux des Renseignements généraux. Devant des protestations venant d'horizons variés (Syndicat de la magistrature, le MRAP, SOS Racisme, mais aussi Simone Veil ou Charles Pasqua), il est contraint de retirer les décrets parus le 4 février et le 1er mars 1990. Un an plus tard, le gouvernement d'Édith Cresson publie le décret du 4 novembre 1991, qui modifie[Information douteuse] la Loi informatique et libertés de 1978, en autorisant « la collecte, la conservation et le traitement dans les fichiers des services des renseignements généraux d'informations nominatives relatives aux personnes majeures qui font apparaître » les « signes physiques particuliers, objectifs et inaltérables » ainsi que les « activités politiques, philosophiques, religieuses ou syndicales » (art. 2). Les informations peuvent être collectées si elles sont « relatives à des personnes physiques ou morales qui ont sollicité, exercé ou exercent un mandat politique, syndical ou économique ou qui jouent un rôle politique, économique, social ou religieux significatif, sous condition que ces informations soient nécessaires pour donner au Gouvernement ou à ses représentants les moyens d'apprécier la situation politique, économique ou sociale et de prévoir son évolution » (art. 3) ; mais dans ce cas, elles ne peuvent être communiquées à la Police nationale ni à la Gendarmerie nationale (art. 5). Le décret prévoit aussi un examen de la légitimité des informations détenues tous les cinq ans, sous l'égide de la CNIL (art. 6).

## Situation au début duXXIesiècle
Selon le rapport Bauer de 2007, la France comptait alors 36 fichiers (37 avec le fichier Edvige créé en 2008).
Un autre rapport parlementaire présenté à l'assemblée en décembre 2008 révélait de 58 fichiers pour la seule Police nationale, dont près du quart existait sans aucune base légale,.
Le fichage en France est notamment le fait :
- d'organismes militaires :
  - la direction générale de la Sécurité extérieure (DGSE),
  - la direction de la protection et de la sécurité de la Défense (DPSD, aujourd'hui Direction du renseignement et de la sécurité de la Défense(DRSD)), autrefois nommée « Sécurité militaire »,
  - la Gendarmerie nationale, par le moyen du fichier JUDEX[28].
- de différents services relevant du ministère de l'Intérieur :
  - la Direction centrale de la sécurité du Commissariat à l'énergie atomique (CEA/DCS),
  - la direction générale de la Sécurité intérieure (DGSI) qui a récupéré les informations recueillies par la Renseignements généraux (RG), dont le fichier porterait sur 2,5 millions de personnes, ainsi que ceux de la direction de la surveillance du territoire (DST) au moment de leur fusion,
  - la Police judiciaire, dont la Sous-direction anti-terroriste (SDAT),
  - la Sécurité publique (SP),
  - Le STIC est un fichier policier[29], comme le Système d'information Schengen (SIS).
- du Fisc (relevant du ministère de l'Économie, des Finances et de l'Industrie) : Centre national de transfert de données fiscales créé par un décret du 3 mai 2002[30] et arrêté du 17 janvier 2008 portant création d'un Traitement automatisé d'identification des personnes physiques et morales dénommé « PERS[31] ». Le PERS est alimenté par l'INSEE (art. 3),
- de l'Éducation nationale : numéro BEA et INE,
- prochainement de services médicaux : le dossier médical informatisé est actuellement en phase de test.

1. et d'organismes privés ou associatifs, qui conservent des dossiers clients :
  - pour assurer leur activité (les banques mémorisent les flux financier de leurs clients, les sociétés de transports doivent dimensionner leurs futurs investissements, Wikipédia doit pouvoir créditer les contributeurs de ses articles, une association garder trace de sa liste d'adhérents),
  - à des fins marketing (estimation des différents profils des consommateurs, suivi personnalisé et offres ciblées par cartes nominatives),
  - pour lutter contre la fraude (mémorisation nominative des X dernières utilisations d'une carte).

## Fichiers mutualisés des services de renseignement
En juillet 2014, le quotidien de presse Le Monde prétend que la DGSE procède à un fichage massif et généralisé des citoyens français, en s'appuyant sur l'interception de leurs échanges électroniques (e-mails, réseaux sociaux, téléphonie mobile, etc.) et hors de tout cadre légal. Les interceptions ne concerneraient pas les contenus mais les méta-données. D'après le quotidien, un grand nombre de services de l'État (DGSE, DCRI, DNRED, DPSD, DRM, et Tracfin) puiseraient dans cette infrastructure de mutualisation. Dans une interview du 6 septembre 2013 sur la station de radio Europe 1, Isabelle Falque-Pierrotin, présidente de la CNIL, organisme chargé de veiller à la bonne application de la loi en matière de collecte d'informations personnelles, déclare que, si tel était le cas, cette collecte serait « alégale » (« privé de légalité »).

## Fichiers de la Police nationale
Le Système de circulation hiérarchisée des enregistrements opérationnels de la police sécurisés (CHEOPS) fédère et permet de donner accès à différentes applications de police, telles que :
- le Système de traitement des infractions constatées (STIC) ;
- le STIC-Canonge (version photographique) ;
- le Fichier des véhicules volés (FVV), qui est connecté avec les dispositifs de lecture automatisée des plaques d'immatriculation (LAPI), eux-mêmes également connectés avec le Système d'information Schengen ;
- le Fichier des personnes recherchées (FPR), plus de 280 000 fiches au 31 août 2006[35] ;
- le Fichier des renseignements généraux (FRG) ;
- le Fichier national transfrontières (FNT) ;
- le Fichier des brigades spécialisées (FBS) ;
- le Fichier informatisé du terrorisme (FIT) ;
- le Fichier national du faux monnayage (FNFM) ;
- le Fichier national automatisé des empreintes génétiques (FNAEG).

### ARIANE et la suspension d'ARDOISE
Cependant, la loi d'orientation et de programmation pour la sécurité intérieure du 29 août 2002 prévoit la création d'une nouvelle base de données informatique, ARIANE (Application de rapprochement, d'identification et d'analyse pour les enquêteurs), qui doit regrouper depuis 2008 les informations des fichiers STIC et JUDEX (ce dernier appartenant à la gendarmerie), qui disparaitront au profit d'une structure unique. Le logiciel ARDOISE doit être utilisé par la police pour l'alimentation du fichier ARIANE, et le logiciel IC@RE pour la Gendarmerie nationale.
Néanmoins, du fait de données sensibles accessibles via ce logiciel (telles que « mineur en fugue », « sans domicile fixe », « personne âgée », « permanent syndical », « membre d'une secte », « transsexuel » ou « homosexuel »), l'expérimentation du logiciel Ardoise a été suspendue en avril 2008 par la ministre Michèle Alliot-Marie. ARDOISE, qui n'avait pas été déclaré à la CNIL, était déjà utilisé dans 694 commissariats.

### Système de traitement des infractions constatées (STIC)
Le STIC est un fichier du ministère de l'Intérieur regroupant les informations concernant les auteurs d'infractions interpellés par les services de la Police nationale, ainsi que les données relatives aux victimes et l'identification des objets volés ou détournés.
Issu du plan Joxe en 1985, le STIC a été définitivement mis en place en 1998, puis officialisé en 2001. Selon la CNIL, il contient un taux d'erreurs de 25 %.
Selon un bilan fait par la CNIL de 467 vérifications effectuées en 2005 dans les fichiers STIC et JUDEX, 44 % des fiches montraient des erreurs, ce taux d'erreurs a été encore constaté en 2013.

### Fichier national automatisé des empreintes génétiques (FNAEG)
Créé en 1998, il est géré par la Police scientifique à Écully (Rhône). Il regroupe d'abord les données de personnes mises en cause dans des infractions sexuelles et des personnes définitivement condamnées. Une loi de 2001 l'étend aux personnes mises en cause dans les cas de meurtres, violences diverses et actes terroristes. Un décret de 2004 permet d'enregistrer les données d'individus mis en cause dans des affaires d'atteintes aux personnes et aux biens. En juin 2005, le FNAEG contenait 80 000 fiches.
Depuis la Loi pour la sécurité intérieure de 2003 (loi Sarkozy II), une centaine de délits oblige à se soumettre au prélèvement génétique. Limitée, à l'origine, aux infractions sexuelles, la législation concerne aujourd'hui les meurtres et les cambriolages, les vols simples, les tags ou les dégradations. Le prélèvement s'applique aux personnes condamnées mais aussi aux simples suspects. La loi ne prévoit pas d'âge minimum.
Depuis l'entrée en vigueur de ces dispositions, le Fnaeg explose. Entre 2003 et 2006, le nombre de profils enregistrés est passé de 2 807 à plus de 330 000. Bien que ce système ait permis d'élucider plus de 5 000 affaires, ceux qui s'opposent aux prélèvements dénoncent l'instauration d'un « répertoire de masse ». Les refus de prélèvements génétiques pour des petits délits se multiplient, entraînant des procès. La loi prévoit de lourdes sanctions pour les contrevenants : jusqu'à un an d'emprisonnement et 15 000 euros d'amende.
La Ligue des droits de l'homme a critiqué ce fichier. Des études, menées principalement aux États-Unis, arrivent à la conclusion que l'expertise génétique est parfois entachée d'erreurs, et, au mieux, ne permet pas d'avoir de certitude sur une culpabilité mais plutôt d'avoir une probabilité dont le calcul est délicat et variable d'un laboratoire d'analyse à l'autre. Plusieurs dizaines de personnes auraient ainsi été condamnées à tort à de lourdes peines de prison en étant accusées de meurtres, viols, etc..

### Système d'information Schengen (SIS)
Le Système d'information Schengen (SIS), commun aux pays membres de l'accord de Schengen, a été créé en 1990. Composé d'un système central installé à Strasbourg, il dispose aussi de systèmes nationaux. En France, il est géré par la direction centrale de la Police judiciaire. Il détient deux catégories d'information : les personnes recherchées et les véhicules et objets recherchés. Il est alimenté, depuis 1995, par le Fichier des véhicules volés (FVV) et par certaines fiches du Fichier des personnes recherchées (FPR – notamment celles relatives à des mandats d’arrêt et à des exécutions de jugement). Depuis 1999, les armes, les documents d’identité et les billets de banque saisis dans la base nationale du STIC et auxquels est associé le qualifiant « VOLÉ », sont automatiquement enregistrés dans le SIS.
Les services de police, de douane, ainsi que les services accordant des visas et des titres de séjour, de même que les autorités judiciaires, sont habilités à le consulter.
Selon le rapport Bauer, « au 31 août 2006, la base nationale comptait :
- 80 620 billets de banque ;
- 164 716 documents vierges ;
- 68 741 armes ;
- 1 890 159 documents d’identité délivrés ;
- 199 819 véhicules ;
- 159 688 personnes recherchées.
- Les opérateurs du Sirène France ont effectué 145 000 consultations en 2005[44]. »

### Fichier Gestion des violences urbaines (GEVI)
L'application GEVI (Gestion des violences urbaines) a été créée en 1996 par la Direction du renseignement de la préfecture de police (DRPP) et contient 7 300 fiches. Fichier de renseignements, et non d'antécédents judiciaires, il enregistre « des données sur des individus majeurs ou des personnes morales susceptibles d’être impliqués dans des actions de violences urbaines ou de violences sur les terrains de sport pouvant porter atteinte à l’ordre public et aux institutions », ce qui correspond à un traitement de données sensibles au sens de la loi informatique et libertés.

### Fichier national des interdits de stade (FNIS)
Le FNIS a été créé par un arrêté publié le 4 septembre 2007.
Ce fichier comporte la photographie, l'identité, l'adresse des personnes touchées par une interdiction administrative (due au Préfet) ou judiciaire, ainsi que les données relatives à l'interdiction. Il peut être aussi étoffé par des fichiers d'organismes de coopération internationale et des services de polices étrangers. La CNIL, après délibération, a donné son accord pour que ce fichier conserve les données sur une personne durant les cinq années qui suivent l'interdiction, et « prend acte » qu'il n'est pas prévu dans l'arrêté ministériel que ce fichier comporte de dispositif permettant la reconnaissance faciale à partir d'images numérisées.

### Fichier PNR (données de passagers)
En vertu de l'article 7 de la loi du 23 janvier 2006 relative à la lutte contre le terrorisme, un arrêté du 28 janvier 2009 a créé un système de traitement automatisé de données à caractère personnel concernant « les provenances et les destinations, situées dans des États n'appartenant pas à l'Union européenne, des passagers aériens ». Lors de l'enregistrement de ces données, le Fichier des personnes recherchées (FPR) et le Système d'information Schengen (SIS) est consulté.
Ces données PNR (Passenger Name Record) sont conservées cinq ans, sauf celles concernant le FPR ou le SIS, qui ne seraient conservées que 24 heures. Par ailleurs, ce nouveau fichier ayant une double finalité de prévention et répression d'actes de terrorisme d'une part, et d'autre part de « lutte contre l'immigration clandestine », ces données ne peuvent être consultées, dans ce dernier cas, « que dans les vingt-quatre heures qui suivent leur transmission ».

### Fichier de prévention des atteintes à la sécurité publique
Le fichier de prévention des atteintes à la sécurité publique, dont le décret a été publié le 16 octobre 2009, ne porte pas sur des personnes condamnées mais sur des personnes « susceptibles d'être impliquées dans des actions de violences collectives, en particulier en milieu urbain ou à l'occasion de manifestations sportives ». Entrent dans le cadre du fichier toutes les « personnes dont l'activité individuelle ou collective indique qu'elles peuvent porter atteinte à la sécurité publique », et ce, dès l'âge de 13 ans. Seront fichés, dans une base de données à part, des personnes employées dans la sécurité (gardiens, pompiers…) et qui font l'objet d'une enquête administrative. Dans la mesure où des données liées aux infractions sont traitées ce traitement est un traitement de données sensibles au sens de la CNIL.

### Système d'analyse des liens de la violence associée aux crimes (SALVAC)
Importé du Canada, le Système d'analyse des liens de la violence associée aux crimes existe en France depuis janvier 2003 selon le rapport Bauer. Il est placé sous l'autorité de la direction centrale de la police judiciaire (DCPJ) pour le compte de la Gendarmerie nationale et de la Police nationale. La loi du 12 décembre 2005 sur la récidive des infractions pénales a légalisé ce fichier qui existait auparavant, sans avoir été déclaré à la CNIL, ainsi qu'ANACRIM (gérée par une unité de la gendarmerie spécialisée dans le profilage criminel).
La loi de 2005 a créé un régime dérogatoire par rapport à la loi sur la sécurité intérieure de 2003 :
1. il suffit désormais de raisons sérieuses, laissées à l’appréciation des enquêteurs, de soupçonner qu’une personne a commis ou tenté de commettre un crime ou un délit grave pour figurer dans SALVAC ou ANACRIM (et non pas seulement d’indices graves ou concordants)[52] ;
2. l’identité des personnes citées dans une procédure de crime ou de délit grave susceptibles de fournir des renseignements (magistrats, avocats, experts, témoins…) peut y être enregistrée[52] ;
3. le procureur de la République peut prescrire le maintien d’informations relatives à une personne qui s’y serait opposée quand bien même l’auteur des faits aurait été condamné (ex. : la victime pourrait continuer à être identifiée dans ces deux fichiers malgré son opposition)[52].

Selon le rapport Bauer, « certaines données sensibles (article 8 de la loi du 6 janvier 1978) peuvent également être mentionnées pour le mis en cause et la victime : origine ethnique, vie sexuelle, adhésion à un groupe si cela a une importance pour l’enquête ».
Les informations conservées le sont pour une durée de 40 ans.

### Traitements et fichiers relatifs aux véhicules
Un Fichier national des permis de conduire a été créé en 1972. Selon l'article 225-1 du Code de la route, celui-ci inclut des informations concernant les permis français, mais aussi concernant « les permis de conduire délivrés par des autorités étrangères et reconnus valables sur le territoire national. Le fichier contient le compte des points de chaque permis, les retraits de permis, etc. Informatisé, le fichier est assujetti à la loi Informatique et Libertés de 1978 (modifiée en 2004). L'accès à celui-ci a progressivement été étendu, au fil des lois, à diverses institutions. Ce fichier, ainsi que le Fichier des plaques d'immatriculation, est interconnecté avec le système "contrôle automatisé" (CA), qui effectue notamment un contrôle automatisé des données signalétiques des véhicules et enregistre la photographie des occupants de la voiture. Utilisant des caméras de surveillance routière, le CA est aussi interconnecté avec d'autres fichiers, dont le traitement automatisé de suivi du recouvrement des amendes et des condamnations pécuniaires, les « traitements relatifs à la gestion des contrats de location et des véhicules loués mis en œuvre par les sociétés ayant pour activité la location de véhicules, dans les conditions prévues par une convention signée avec le Centre national de traitement du contrôle automatisé », la base satellite des véhicules volés (BSVV, lui-même lié au Système d'information Schengen et au SIV, système des plaques d'immatriculation ainsi qu'au Fichier des véhicules volés (FVV)), etc..
La loi du 19 décembre 1990 réservait l'accès du Fichier national des permis de conduire aux autorités judiciaires, « aux officiers de police judiciaire chargés de l'exécution d'une ordonnance juridictionnelle ou agissant dans le cadre d'une enquête de flagrance », ainsi qu'« aux préfets dans l'exercice de leurs compétences en matière de permis de conduire. » Mais l'accès à ces données a été largement étendu les dernières années. La loi no 2008-644 du 1er juillet 2008 « créant de nouveaux droits pour les victimes et améliorant l'exécution des peines » en a effet étendu l'accès non seulement aux pré-cités, mais aussi « [aux] militaires de la gendarmerie et [aux] fonctionnaires de la police nationale habilités à effectuer des contrôles routiers » (art. L225-4 Code de la route).
Mais c'est le décret no 2007-86 du 23 janvier 2007, « relatif à l’accès à certains traitements automatisés mentionnés à l’article 9 de la loi no 2006-64 du 23 janvier 2006 relative à la lutte contre le terrorisme et portant dispositions diverses relatives à la sécurité et aux contrôles frontaliers », qui a largement étendu l'accès au Fichier des plaques d'immatriculation réglementé par l'article L330-2 du Code de la route, en ajoutant, outre les agents policiers, judiciaires et militaires directement concernés par la sécurité routière, « les agents des services de la direction générale de la Police nationale (DGPN) et de la direction générale de la Gendarmerie nationale (DGGN) chargés des missions de prévention et de répression des actes de terrorisme », ainsi que les « agents des services de renseignement du ministère de la défense chargés des missions de prévention des actes de terrorisme ». (R330-2) Cette disposition, ajoutée en 2007, devait prendre fin le 31 décembre 2008 ; mais le gouvernement François Fillon en a prorogé l'application jusqu'en 2012, par un décret du 30 décembre 2008. Ces informations peuvent également être communiquées, sous certaines conditions, à des autorités étrangères.

### Fichier ARES
En 2012, le ministère de l'Intérieur crée un fichier dénommé « Automatisation du Registre des Entrées et Sorties des recours en matière de contravention ».
L'Automobile Club des avocats (ACA), soutenu par la Ligue des droits de l'homme a déposé devant le Conseil d’État une requête en annulation.

## Fichiers de la gendarmerie
La Gendarmerie nationale dispose d'un certain nombre de fichiers, dont JUDEX qui doit fusionner avec le STIC (cf. ci-dessus). Outre les fichiers recensés par le rapport Bauer (2007), Le Canard enchaîné a dévoilé en 2006 l'existence illégale d'un fichier de 40 000 travailleurs saisonniers dans la région Rhône-Alpes.

### FPNE (Fichier des personnes nées à l'étranger)
Créé en 1975, le FPNE (Fichier des personnes nées à l'étranger) compterait sept millions de personnes inscrites. Selon le rapport Bauer, « chaque militaire établit une fiche dès lors qu’une personne née à l’étranger entre en contact avec une unité de gendarmerie ». Les fichiers sont destinés au Service technique de recherches judiciaires et documentation (STRJD) à Rosny-sous-Bois. Il ne ressort d'aucune logique judiciaire. En raison de la mise en conformité des fichiers manuels, le FPNE est censé disparaître, sous sa forme actuelle, en 2010.

### Fichier de suivi des personnes faisant l’objet d’une rétention administrative
Selon le rapport Bauer, « Les groupements de gendarmerie départementale de Seine-et-Marne, du Bas-Rhin et des Pyrénées-Orientales, auxquels sont rattachés respectivement les centres de rétention administrative (CRA) du Mesnil-Amelot, de Geispolsheim et de Rivesaltes » disposent chacun d'un « fichier nominatif informatisé. L'identité, la nationalité, le domicile et, depuis 2002, une photographie numérisée sont inclus dans le fichier. Un droit d'accès est prévu, et les informations sont censées être détruites au bout de deux ans. Le fichier a vocation à se fondre dans le fichier ELOI.

### Fichier de la batellerie
Crée en 1942 pour le suivi des mariniers, ce fichier manuel n'a jamais été rendu public. Comptant 52 000 fiches, il est aujourd’hui détenu, au titre des archives, par le STRJD (Service technique de recherches judiciaires et de documentation) à Rosny-sous-Bois (93). Devenu obsolète en raison de son mode d’alimentation et de fonctionnement, il fait l'objet d'une procédure d'épurement depuis 1974. Néanmoins, il est conservé en l'attente de sa transformation en fichier informatique.

### Fichier alphabétique de renseignements (FAR)
Le FAR est un fichier mécanographique, qui comptait 60 millions de fiches. Selon le rapport Bauer, il avait « pour vocation de permettre aux militaires des unités opérationnelles d’acquérir une connaissance approfondie de leur population résidente, en particulier sur leur dangerosité (…) De même, [ces renseignements étaient] utiles pour certaines enquêtes de police administrative (enquête de moralité pour les candidats aux concours de la fonction publique, ouverture d’un débit de boissons, autorisation de détention d’arme…). »
Outre l'état civil et les procédures judiciaires dont a pu faire l'objet la personne fichée, le FAR comportait aussi des renseignements tels que : « comportement, possession d’armes, propriétaire de chiens dangereux… ». Ce traitement était également un traitement de données sensibles.
Il a été supprimé en 2010.

### Fichier GIPASP
Le décret no 2011-340 du 29 mars 2011 porte sur création du fichier GIPASP (gestion de l'information et la prévention des atteintes à la sécurité publique), pris après avis de la CNIL, « régularise le traitement du renseignement de sécurité publique au sein de la Gendarmerie nationale ». En 2018, 84 000 militaires de la Gendarmerie étaient habilités à y accéder.
Au 1er juillet 2017, 40 474 individus y étaient recensés, dont 1 143 mineurs de 13 à 17 ans (soit 2,82 %). En 2020, environ 67 000 personnes y sont inscrites.
Extrait de l'article 1 : Le traitement a notamment pour finalité de recueillir, de conserver et d'analyser les informations qui concernent les personnes susceptibles d'être impliquées dans des actions de violence collectives, en particulier en milieu urbain ou à l'occasion de manifestations sportives.
Extrait de l'article 2 : Peuvent être enregistrées dans le traitement, dans le respect des dispositions de l'article 6 de la loi du 6 janvier 1978 susvisée et dans la stricte mesure où elles sont nécessaires à la poursuite de la finalité mentionnée à l'article 1er, les catégories de données à caractère personnel suivantes :
1° Motif de l'enregistrement ;

2° Informations ayant trait à l'état civil, à la nationalité et à la profession, adresses physiques, numéros de téléphone et adresses électroniques ;

3° Signes physiques particuliers et objectifs, photographies ;

4° Titres d'identité ;

5° Immatriculation des véhicules ;

6° Informations patrimoniales ;

7° Activités publiques, comportement et déplacements ;

8° Agissements susceptibles de recevoir une qualification pénale ;

9° Personnes entretenant ou ayant entretenu des relations directes et non fortuites avec l'intéressé.

Le traitement ne comporte pas de dispositif de reconnaissance faciale à partir de la photographie.
Extrait de l'article 3 : L'interdiction prévue au I de l'article 8 de la loi du 6 janvier 1978 s'applique au présent traitement.
Par dérogation, sont autorisés, pour les seules fins et dans le strict respect des conditions définies au présent décret, la collecte, la conservation et le traitement de données concernant les personnes mentionnées à l'article 1er et relatives :

― à des signes physiques particuliers et objectifs comme éléments de signalement des personnes ;

― à l'origine géographique ;

― à des activités politiques, philosophiques, religieuses ou syndicales.

Il est interdit de sélectionner dans le traitement une catégorie particulière de personnes à partir de ces seules données.

## Fichiers communs à la police et à la gendarmerie

### Fichier automatisé des empreintes digitales (FAED)
Le FAED a été créé par un décret du 8 avril 1987. Il est commun à la police et à la gendarmerie nationale. Au 31 août 2006, 2 398 727 individus étaient fichés au FAED. En 2005, près de 204 252 consultations ont eu lieu (cela consiste à entrer les données biométrique d'un individu, puis de les comparer au fichier existant de personnes ayant déjà été reconnues pour un crime/délit).

### Fichier ELOI (Étrangers en situation irrégulière)
Un arrêté du ministre de l'intérieur, publié le 18 août 2006,,, crée un fichier nommé ELOI qui, pour lutter contre l'immigration clandestine, doit « faciliter l'éloignement des étrangers se maintenant sans droit sur le territoire par la gestion des différentes étapes de la procédure d'éloignement ». Le fichier doit enregistrer, pour une durée de trois ans, des données concernant :
- les étrangers en situation irrégulière,
- les hébergeants des étrangers en situation irrégulière assignés à résidence,
- les visiteurs des étrangers placés en rétention administrative.

Cet arrêté a été annulé pour incompétence par le Conseil d'État qui a jugé qu'en raison de l'objet d'ELOI et de la nature des informations collectées, ce fichier ne pouvait être créé que par un décret en Conseil d'État pris après avis de la CNIL, en application des articles L611-3 et L611-5 du CESEDA,.
À la suite de cette décision, le gouvernement a créé par un décret du 26 décembre 2007, pris sur avis de la CNIL, le dit fichier, à un moment où le gouvernement peine à atteindre l'objectif de 25 000 éloignements qu'il s'est fixé pour l'année 2007.
Un nouveau recours a été déposé les 4 janvier et 11 mars 2008,,. Les demandeurs invoquaient :
- des vices de procédure (absence d’avis du Conseil national de l'information statistique, absence d’autorisation de la CNIL, irrégularité des conditions de consultation de la CNIL),
- l'imprécision et l'absence d'encadrement de la finalité statistique du traitement, finalité qui serait détournée,
- le caractère excessif, non pertinent et non adéquat de certaines des données enregistrées,
- la durée trop longue, au regard de la finalité du fichier, de conservation des données.

Par un arrêt du 30 décembre 2009, le Conseil d'État a annulé les dispositions du décret du 26 décembre 2007 relatives à l'enregistrement dans ELOI du numéro AGEDREF et à la conservation de certaines données pendant trois ans.
Ce fichier contient les données concernant :
- l'état civil de l'étranger (nom, prénoms, sexe et nationalité),
- sa photo,
- l'identité de ses parents et enfants,
- la langue parlée,
- l'état de la procédure d'éloignement et toute mesure de surveillance policière mise en œuvre.

Les données, seront accessibles aux agents des préfectures, de la police et de la gendarmerie.
Les données devraient être effacées au bout de trois mois, à l'exception des données concernant l'identité et la filiation, qui pourront être conservées trois ans.

### Fichier des personnes recherchées
Le Fichier des personnes recherchées (FPR) a été créé en 1969 et étendu en 2005. Ce serait le fichier le plus consulté par la police et la gendarmerie : 54 millions de fois en 2007. Il regroupe vingt-et-un sous-fichiers en fonction du motif de la recherche de l'individu ( AL : aliénés, E : police générale des étrangers, IT : interdiction du territoire, M : mineurs fugueurs, PJ : recherches de Police judiciaire, R : opposition à résidence en France, S : sûreté de l'État (djihadistes, salafistes, zadistes, hooligans, membres des Black blocs, membres d’extrême droite ou gauche,..), T : débiteur envers le Trésor, TE : opposition à l'entrée en France, V : évadés, etc.).

### Traitement d'antécédents judiciaires (TAJ)
Par décret du 4 mai 2012, est créé le TAJ, fusion du STIC (Police nationale) et de JUDEX (Gendarmerie nationale). Il a pour but « de fournir aux enquêteurs de la Police nationale et de la Gendarmerie nationale ainsi que de la douane judiciaire une aide à l'enquête judiciaire, afin de faciliter la constatation des infractions, le rassemblement des preuves de ces infractions et la recherche de leur auteur ».

### OSIRIS (outil et système d'informations relatives aux infractions sur les stupéfiants)
Le 12 janvier 2016, un arrêté est pris afin de remplacer le Fnails par un « Outil et système d'informations relatives aux infractions sur les stupéfiants » (OSIRIS).
Les objectifs d'OSIRIS sont de centraliser l’information en matière de lutte contre l’usage et le trafic de drogues et de disposer d’un fichier nominatif de référence et d’antécédents judiciaires pour toutes les personnes interpellées pour infraction à la législation sur les stupéfiants (ILS). Cet outil est alimenté par les officiers de Police judiciaire (services de police et de gendarmerie) ainsi que par les services douaniers.

## Fichiers judiciaires

### Fichier judiciaire national automatisé des auteurs d'infractions sexuelles (FIJAIS)
Le Fichier judiciaire automatisé des auteurs d'infractions sexuelles (FIJAIS) a été créé par la loi Perben II de 2004. Le dispositif a été modifié par la loi du 12 décembre 2005 relative au traitement de la récidive et par la loi du 4 avril 2006 renforçant la prévention et la répression des violences au sein du couple ou commises contre les mineurs.
Depuis la loi de 2005, « Le FIJAIS intègre désormais l’ensemble des procédures concernant les crimes de meurtre ou assassinat commis avec tortures ou actes de barbarie, les crimes de tortures ou d’actes de barbarie et les meurtres ou assassinats commis en état de récidive légale ».
Outre les personnes condamnées pour infractions sexuelles, le FIJAIS peut inclure les personnes ayant exécuté une composition pénale, mises en examen par une juridiction d’instruction ou ayant fait l’objet d’un non-lieu, d’une relaxe ou d’un acquittement fondé sur des
motifs tenant à l’abolition des facultés de discernement.
De plus, la loi Perben II (art. 216) a aussi prévu l’inscription de personnes ayant commis des faits antérieurement à l’entrée en vigueur de cette loi, voire ayant été condamnées avant cette date.
Les personnes inscrites au FIJAIS sont astreintes à l’obligation de justifier de leur adresse une fois par an et de déclarer leur changement d’adresse dans les quinze jours.
Selon le rapport Bauer, « À l’entrée en service, l’application comprenait 20 222 dossiers enregistrés au titre de la reprise de l’article 216-II de la loi du 9 mars 2004. Au 31 juillet 2006, 31 827 dossiers sont actifs sur 33 527 dossiers enregistrés au 10 août 2006 ».
Ce fichier est considéré par certains juristes comme le début d'une orientation du droit français vers la « défense sociale », inspirée du « positivisme juridique » de Cesare Lombroso.

### Fichier du placement sous surveillance électronique mobile
Le Placement sous surveillance électronique mobile (PSEM), instauré par la loi de décembre 2005 sur la récidive des infractions pénales, et élargi à la surveillance de sûreté par la loi sur la rétention de sûreté de février 2008, a occasionné la création d'un fichier contenant les données personnelles relatives à cette surveillance. Les données sont accessibles au juge d'application des peines, et sont conservées pendant une durée de dix ans après la fin du PSEM.

## Fichiers placés sous plusieurs autorités ou d'autres administrations

### Loi pour la confiance dans l'économie numérique
Cette loi a été votée le 21 juin 2004 dans le but de combattre le terrorisme et le crime organisé via Internet et autres moyens de communication numériques, mais aussi pour légiférer sur le commerce via Internet et elle aurait son décret d'application publié dans le second semestre 2007.
À ce jour (début mai 2007), c'est encore un projet de décret qui obligerait :
- Tous les opérateurs du secteur des communications numériques : fournisseurs d'accès Internet, éditeurs de sites Internet, opérateurs de téléphonie, etc.

À archiver durant un an et pour chaque internaute :
- les mots de passe ;
- les codes d'accès confidentiels ;
- les pseudonymes ;
- les numéros de cartes bancaires ;
- les contributions aux forums ou blogs ;
- etc.

Certaines données pouvant être conservées durant trois ans par le ministère de l'Intérieur ou celui de la Défense.
Auront accès à ces renseignements, sans demander l'autorisation d'un juge :
- les services de la Direction centrale du renseignement intérieur (DCRI) ;
- les services de contre-espionnage ;
- ainsi que la Police judiciaire et les magistrats instructeurs.

La CNIL n'a pas le pouvoir de s'opposer à ce décret, mais aura le devoir d'en énoncer les limites.

### Fichier Cristina
Le fichier Cristina (Centralisation du Renseignement Intérieur pour la sécurité du territoire et les intérêts nationaux) est un fichier classé « secret défense » et outre des données personnelles sur les personnes fichées, il engloberait leurs proches et leurs relations. Il n'est pas soumis au contrôle de la Commission nationale de l'informatique et des libertés (CNIL). Né le 1er juillet 2008 du fichier des Renseignements Généraux, comme le Fichier Edvige, et de celui de la DST, il est le fichier de la Direction centrale du renseignement intérieur (DCRI) qui remplace la DST,.

### Fichier des passagers aériens (FPA)
Le fichier des passagers aériens (FPA) a été créé en 2006 en application de la loi du 23 janvier 2006 sur le terrorisme et de la directive 2004/82/CE « concernant l'obligation pour les transporteurs de communiquer les données relatives aux passagers », ou données APIS (pour Advance Passenger Information System (en)).
Il est interconnecté avec le fichier des personnes recherchées (FPR) et le Système d'information Schengen (SIS), notamment à des fins de répression de l'immigration clandestine. De plus, le droit d'opposition prévu par la loi informatique et libertés de 1978 est ici dénié,.

### Passeport biométrique
Un passeport biométrique a été instauré par décret le 30 avril 2008 contre l'avis de la CNIL qui réclamait un débat au parlement. Ce passeport doit être équipé d'une puce RFID dans laquelle sont enregistrées une photo et les empreintes digitales numérisées de deux doigts du titulaire (parmi huit prélevées).

### Loi relative à la protection de l’identité
Le mardi 6 mars 2012 a été voté par l'Assemblée nationale la proposition de loi dite relative à la protection de l’identité qui instaure une nouvelle carte d'identité électronique et un fichier central réunissant les données biométriques de l'ensemble des détenteurs de la future carte mais aussi du passeport actuel : taille, couleur des yeux, deux empreintes digitales et une photographie. Le titulaire peut aussi inclure une option d'utilisation de ces données « permettant de s’identifier sur les réseaux de communications électroniques et de mettre en œuvre sa signature électronique ».
Un appel d'offres pour sa fabrication devrait être lancé avant la fin mars. Les nouvelles cartes pourraient être prêtes dans « dix-huit mois après la parution du décret d'application », estime Bertrand Maréchaux, le directeur de l'Agence nationale des titres sécurisés.
Parti d'une idée émise dix ans plus tôt, les sénateurs UMP, Jean-René Lecerf et Michel Houel, ont déposé une proposition de loi en juillet 2010, et il faudra dix-huit mois supplémentaires, avec le soutien du ministre de l'Intérieur Claude Guéant, pour que la loi voie le jour sous sa forme actuelle. Cette loi ayant été adoptée durant la campagne électorale des présidentielles de 2012, François Rebsamen, chargé du pôle sécurité dans la campagne de François Hollande, déclare qu'en cas de victoire « on se laisse la possibilité d'améliorer le texte, pour mieux concilier l'efficacité de la lutte contre l'usurpation d'identité et la protection de la vie privée ».

### Passeports et cartes nationales d'identité (TES)
Le vendredi 28 octobre 2016, le décret autorisant la création d'un traitement de données à caractère personnel relatif aux passeports et aux cartes nationales d'identité parait au Journal Officiel.
Sur un fond de simplification du traitement des données et faisant suite à la loi relative à la protection de l'identité (loi permettant entre autres la lutte contre les faux documents), le fichier nouvellement créé pose polémique,,. En effet,
- sa portée (tous les Français qui auront demandé un passeport ou une carte nationale d'identité),
- son contenu (qui dépasse largement les données nécessaires pour l'établissement des documents),
- sa méthode de publication (juste avant un long week-end de la Toussaint),
- l'absence de discussion parlementaire,
- et, surtout, la publication contre l'avis de la CNIL[101],

font de ce fichier, pour ses opposants, le fichier des « gens honnêtes ».
Le Conseil National du Numérique (CNNum) a lancé une consultation publique sur Internet ouverte du 8 novembre 2016 au 18 novembre 2016.

### Base-élèves
Le projet ministériel national d'instaurer une base de données centralisée concernant tous les élèves inscrits à l'école élémentaire a donné lieu à polémique et à une vaste contestation. Que ce soit du côté des familles ou de celui des enseignants, la contestation a visé essentiellement la nature des informations contenues dans ce nouveau fichier (pays d'origine, langue des parents, etc.). Ce nouvel outil est officiellement destiné à informatiser la gestion de la scolarité des élèves que ce soit au niveau des écoles, des inspections académiques et des mairies. Mais les opposants au projet ont mis en avant le risque de dérive policière sous la forme d'un contrôle social illégitime des familles. Devant l'ampleur du mouvement d'opposition, le ministre Xavier Darcos a pris la décision de restreindre les informations contenues dans ce fichier au « strict minimum » exigé par l'informatisation de la gestion de la scolarité du primaire.
Le décret publié le 1er novembre 2008 tient compte de ces critiques : Legifrance JORF no 0256 du 1er novembre 2008, NOR: MENE0824968A. La Ligue des droits de l'homme estime que « la mobilisation paye ».

### Fichage par l'administration pénitentiaire
En décembre 2009, la CNIL n'a eu connaissance de l'existence d'un fichier nommé cahier électronique de liaison (CEL), qui, après une période d'expérimentation (initialement dans deux prisons, en 2007), a été généralisé à de nombreuses prisons en décembre 2008, alors qu'aucune autorisation n'avait été demandée à la Commission nationale de l'informatique et des libertés (CNIL). Le 18 décembre 2009, l’Observatoire international des prisons (OIP) a saisi le Conseil d'État et la CNIL à propos de ce fichier, développé sans autorisation, disant qu'il s'agit d'un fichier « tentaculaire », qui contient des « données personnelles à caractère sensible ».
Ce fichier recense des informations biographiques, des éléments sur la détention, sur le comportement du détenu, sa situation pénale, sa santé, ses relations familiales, etc. Sont également mentionnés des renseignements sur le nombre de visites et de correspondances reçues, les états dépressifs, la pratique du culte (à l'arrivée et son évolution en détention), les soutiens financiers extérieurs, etc. Les surveillants doivent aussi juger, en répondant par oui ou non, de critères comme la « propension à gérer un leadership par des moyens négatifs » ou l'« incapacité à gérer pacifiquement ses différends ». Les surveillants y notent également leurs observations sur les détenus, pour signaler les plus fragiles, les risques de suicide ou de violences, mais aussi des commentaires sur leur comportement, qui relèvent, selon l'OIP, de « prises de position à l'emporte-pièce ».

### Fichage départemental
Un fichage dont l'existence est peu connue est celui des parents (ou de personnes ayant la charge de mineurs) par les services départementaux de la santé publique. Il relève des conseils généraux.
Il est alimenté notamment par les dénonciations anonymes reçues à un serveur téléphonique gratuit, répondant au no 119. Ce serveur a été mis en place dans le but de faciliter la détection des mauvais traitements aux enfants. L'appel reçu est enregistré sous l'appellation officielle de « signalement ». Quel que soit le mode de réception de la dénonciation, une enquête est ensuite effectuée pour en vérifier la substance. Dans les cas où l'enquête donne lieu à un constat de faits conformes à la dénonciation, des procédures administratives ou judiciaires peuvent être enclenchées. Quant aux personnes blanchies de l'accusation, elles ne reçoivent ni excuse pour le dérangement subi, ni certificat de bonne conduite, et restent définitivement inscrites dans le fichier comme « signalées ».
Évidemment, la possibilité d'appeler par téléphone sous anonymat incite à porter toute dénonciation, y compris farfelue, voire intentionnellement calomnieuse. En pratique, il suffira donc que plusieurs dénonciations infondées soient reçues pour que les personnes fichées soient, du simple fait du fichage, considérées comme suspectes, même si la ou les enquêtes n'ont rien révélé de répréhensible. L'administration ne donne aucun éclaircissement sur la gestion de ces fichiers de « signalements » établis à l'échelle des départements, mais interconnectés. Il semble que les données ne soient ni actualisées, ni vérifiées, ni détruites, de sorte que, souvent à leur insu, des personnes soient enregistrées comme suspectes de mauvais traitements à mineurs. Les contenus de ces fichiers peuvent être consultés par télématique lors de toute autre affaire, et être invoqués à l'encontre des personnes concernées, et cela sans limitation de durée.
Le risque d'atteinte aux droits est d'autant plus important que le fichier est exploitable par un grand nombre d'opérateurs (police, mairies, justice, etc.), et les données être amalgamées avec celles d'autres fichiers, de véracité tout aussi douteuse.

### Fichage municipal
Les polices municipales n'ont en principe pas de fichiers. Néanmoins, la police municipale de Saint-Fons, près de Lyon, a été épinglée en 2007 pour avoir constitué illégalement un fichier de quatre-vingt jeunes.
Les maires peuvent instaurer un fichier concernant les élèves de leurs communes, afin de contrôler leur assiduité scolaire, ce depuis la loi du 5 mars 2007 relative à la prévention de la délinquance (art. 12 de la loi, qui modifie l'art. L131-6 du Code de l'éducation). Les avertissements prononcés par les inspecteurs d'académie à l'égard des personnes responsables de l'enfant, qui peuvent éventuellement donner lieu à la mise en place d'un contrat de responsabilité parentale, sont inscrits dans ce fichier (art. L131-8).

### Fichage dans l'Office d'HLM de Paris
Un logiciel, nommé IKOS, a été installé dans les loges des gardiens de l'Office d'HLM de Paris (OPH) à partir de 2010 pour permettre de centraliser les informations concernant les locataires et d'aider à la gestion locative. Le 2 février 2012, la CNIL a révélé sur son site que, à la suite de plaintes de locataires, elle a enquêté dans les loges de 750 des 1 200 gardiens d'immeubles de l'OPH et qu'il est apparu que ce système de messagerie a été détourné par certains gardiens pour informer leur hiérarchie d'éléments sur la vie privée des habitants de leur immeuble, et que tous les gardiens de l'office y avaient accès alors que seules les personnes travaillant au sein du service chargé de la gestion locative sont censées avoir accès à ces informations personnelles ; de plus si le locataire se trouvait dans un immeuble directement géré par le gardien, celui-ci avait accès à des informations confidentielles sur les contentieux avec l'OPH, les échéances de loyers et les RIB du locataire. La CNIL a ainsi souligné que : « En aucun cas, la fonction accessoire de gestion locative ne doit permettre aux gardiens d'accéder à des informations relatives à la vie privée des locataires ». La CNIL a retrouvé des qualificatifs tels que « alcoolique », « violence conjugale », « ancien SDF addiction boisson », « n'est pas de nationalité française » ou encore « personne très difficile à vivre de tempérament agressif et violent très procédurier » ; voire relatifs à leur santé comme « séropositif », « cancer », « personne cardiaque », etc. La CNIL a mis en demeure « l'OPH Paris Habitat, dans un délai de deux mois, de se conformer à la loi et, ainsi, respecter la vie privée de ses locataires. Cette mise en demeure n'est pas une sanction »,.

### Fichage de soins psychiatriques sans consentement (Hopsyweb)
Hopsyweb est une base de données consultable au niveau national et recensant les personnes hospitalisées sans consentement. À L'origine le fichier était dénommé Hopsy et recensait les personnes hospitalisées d'office, que ce soit à la demande du représentant de l'État (préfet) ou de tiers. Ce fichier peut être consulté au niveau national.
En 2018, la durée de conservation des données est passée d'un an à trois ans.
Avant 2018, le ficher était géré régionalement par les Agences régionales de santé. Son interrogation s'effectue désormais au niveau national avec le programme Hopsyweb.
En 2019, un décret permet de croiser ces informations avec le fichier FSPRT et notamment les fichés « S »,.
Le Conseil d'État a validé le fichier Hopsyweb.
En 2019, 100 000 personnes étaient concernées en France par ce fichage.

## Fichage dans le secteur marchand

### FichageAGIRA
Groupement d'intérêt économique des sociétés d'assurance (vie, automobile, habitation…). Fichage cinq ans maximum, notamment à la suite d'un sinistre affectant le coefficient réduction-majoration.

### Fichagevialescartes de fidélité
Afin de récompenser la fidélité de leurs clients et de leur proposer des cadeaux ou avantages préférentiels, sont créés des fichiers nominatifs permettant de cibler le profil des achats et du porteur.

### Fichage Préventel
Fichage pour cinq années maximum, notamment en cas d'abonnements impayés ou de fraude à l'abonnement.

### Autres
- Des organismes de logement pratiquent parfois un recueil illégal de données ;
  - l'OPAC d'Orléans est accusée par SOS Racisme d'avoir « mis en place un système de discrimination systématique » et de refuser des demandes « motivées par un regroupement familial ». L'OPAC a rejeté les critiques formulées par SOS Racisme[réf. nécessaire] ;
  - l'ancienne dirigeante des agences immobilières Mil'im de Lyon, Villeurbanne et Vienne a été condamnée à six mois de prison avec sursis et 10 000 € de dommages et intérêts à la suite de la découverte d'un « double codage ethnique » pour les candidats à la location[116].
- L'entreprise de matériel médical Tyco Healthcare a été condamnée à une amende de 30 000 euros par la CNIL pour « manque de coopération » dans l'affaire d'un fichier suspect portant sur plusieurs centaines de salariés[117],[118].
- France Télécom a été épinglé en 2004 pour des cas de fichage de salariés à Nantes et à Toulouse[119]
- Au cours d'un congrès annuel tenu en 2007, les détectives privés ont sollicité l'accès aux fichiers des immatriculations et des cartes grises[120]. En 2009 ils demandent, également, l'accès au Fichier des comptes bancaires tenu par la Direction Générale des Impôts[121]
- La CNIL a adressé un sévère avertissement à une banque (Banque Populaire Val de France), et ce le 13 décembre 2005, « à la suite d’erreurs multiples et particulièrement graves concernant l’inscription d’une personne dans les fichiers de la Banque de France » à la suite d'une faute de cette banque. « L’inscription d’une personne au FICP a notamment pour conséquence de la priver de toute proposition de crédit voire de l’ouverture d’un compte bancaire. (…) Le requérant est donc resté inscrit à tort au FICP pendant plus de quatre ans (soit presque la durée maximale d’inscription au FICP) et en a subi un lourd préjudice puisqu’il s’est vu, en particulier, refuser l’obtention d’un crédit immobilier. Le requérant a par ailleurs engagé une action en justice afin de demander la réparation du préjudice qu’il estimait avoir subi. Le tribunal d’instance l’a néanmoins débouté au motif que (la banque) niait l’avoir inscrit au FICP et qu’il n’était pas en mesure de rapporter par lui-même la preuve de cette inscription. La CNIL relève qu’il est normal que le requérant n’ait pu prouver par lui-même l’existence de son inscription puisque la réglementation prévoit qu’il est interdit de remettre une copie écrite à la personne concernée de son inscription au FICP. Les négligences commises par la société (…) ainsi que le manque de loyauté dont elle a fait preuve à l’égard de son client justifient qu’il soit fait état de la situation afin que de tels manquements ne se reproduisent pas. »[réf. nécessaire]
- En 2005, la CNIL a adressé des avertissements aux onze établissements bancaires suivants : Crédit mutuel Sud-Est, Crédit agricole mutuel du Nord de la France, Credipar, Crédit lyonnais, Crédit agricole mutuel du Gard, Caisse d’épargne Île-de-France Ouest, Sofinco, Crédit agricole de la Réunion, GE Money Bank, Banque populaire Val de France.[réf. nécessaire]

## Fichiers supprimés ou en projet

### Fichier «EDVIGE»
EDVIGE (pour « Exploitation Documentaire et Valorisation de l'Information Générale ») est un fichier policier créé le 27 juin 2008 par décret. Il est destiné à la SDIG (Sous-Direction de l'Information Générale). Sous-direction placée sous l'autorité du DCSP, Directeur Central de la Sécurité Publique. Ce service de renseignement a été créé à l'issue de l'éclatement de la DCRG, Direction Centrale des Renseignements Généraux, en 2008. Ce service est chargé du renseignement en milieu ouvert. A contrario, la DGSI se charge du milieu fermé.
Extrait du décret :
« Le ministre de l'Intérieur est autorisé à mettre en œuvre un traitement automatisé et des fichiers de données à caractère personnel intitulés EDVIGE (Exploitation documentaire et valorisation de l'information générale) ayant pour finalités, en vue d'informer le Gouvernement et les représentants de l'État dans les départements et collectivités :
1. De centraliser et d'analyser les informations relatives aux personnes physiques ou morales ayant sollicité, exercé ou exerçant un mandat politique, syndical ou économique ou qui jouent un rôle institutionnel, économique, social ou religieux significatif, sous condition que ces informations soient nécessaires au Gouvernement ou à ses représentants pour l'exercice de leurs responsabilités ;

2. De centraliser et d'analyser les informations relatives aux individus, groupes, organisations et personnes morales qui, en raison de leur activité individuelle ou collective, sont susceptibles de porter atteinte à l'ordre public ; […] »
Ce fichier peut contenir des « signes physiques particuliers et objectifs » et des informations concernant « le comportement », ainsi que des « données relatives à l'environnement de la personne, notamment à celles entretenant ou ayant entretenu des relations directes et non fortuites avec elle ». Il est également indiqué que « celles de ces données autres que celles relatives aux opinions politiques, philosophiques ou religieuses, ou à l'appartenance syndicale ne peuvent être enregistrées au titre de la finalité du 1 de l'article 1er que de manière exceptionnelle. Il est interdit de sélectionner une catégorie particulière de personnes à partir de ces seules informations. » Les mineurs à partir de 13 ans sont également concernés. Ce fichage des mineurs a fait l'objet de réserves de la CNIL,, son président estimant qu'il s'agit d'un excès de fichage.
Le Syndicat de la magistrature a dénoncé le choix fait par le gouvernement « d’adopter un mode de recensement des populations particulièrement attentatoire aux libertés et au respect de la vie privée » et considère que « de même que la rétention de sûreté a vocation à prévenir d’un crime hypothétique, EDVIGE pourra avoir vocation à se prémunir contre toute forme d’opposition ». Hélène Franco, secrétaire générale du syndicat, dénonce la France comme « la seule démocratie en Europe où il existe une police politique ».
Vingt-quatre organisations de défense des droits des gays et lesbiennes et de lutte contre le sida ont saisi la Haute autorité de lutte contre les discriminations et pour l'égalité au sujet de la possibilité de collecter des informations relatives aux origines ethniques, à la santé ou à la vie sexuelle des personnes. Un certain nombre personnalités politiques ont affiché une opposition plus ou moins marquée à ce fichier,.
Depuis le 10 juillet 2008, une pétition contre ce fichier rassemble plus de 206 000 signatures, dont celles de plus de 1 147 organisations, syndicats, partis politiques,. Plusieurs recours ont été portés devant le Conseil d'État.
Face au tollé qui s'est manifesté jusque dans la majorité présidentielle, le ministère de l'Intérieur a annoncé, le 9 septembre 2008, que des modifications pourraient être apportées au fichier.
Le décret instituant le fichier EDVIGE a été retiré le 20 novembre 2008. Ce fichier est remplacé par un nouveau dont l'acronyme est EDVIRSP.

### Projet de fichage des «bandes organisées»
Le 29 juin 2008, Rachida Dati, ministre de la Justice, à la suite d'incidents survenus à Paris au cours du week-end des 19 et 20 juin 2008, a annoncé la création d'un fichier sur les bandes organisées par le préfet de police de Paris,. Cette déclaration serait d'autant plus une « surprise » que « Mme Dati n'a pas compétence pour donner de telles instructions au préfet de police » qui relèveraient de « sa collègue de l'Intérieur », d'après le quotidien Le Monde, qui estime « qu'elle avait besoin vis-à-vis des habitants du 7e arrondissement de Paris, dont elle est la maire, de montrer sa fermeté ».

## Fichiers supposés et officiellement démentis

### Fichier des minorités ethniques non sédentarisés (MENS)
Ce fichier aurait été constitué par l'Office central de lutte contre la délinquance itinérante (OCLDI), au fort de Montrouge, à Arcueil, dans le Val-de-Marne, et a été révélé au public le 7 octobre 2010 par le quotidien Le Monde. Toutefois, la Gendarmerie nationale dément son existence et le ministère de l'Intérieur déclare ne pas en avoir connaissance. Les avocats des quatre principales associations de Roms et de gens du voyage ont porté plainte, mercredi 6 octobre, auprès du procureur de Paris, pour constitution de fichier non déclaré et conservation « de données à caractère personnel qui font apparaître les origines raciales et ethniques »,. La CNIL déclare le même jour n'avoir jamais été informée de la création d'un tel fichier et envisage d'effectuer un contrôle. Après avoir effectué des contrôles les 8 et 12 octobre 2010 auprès de l’OCLDI et du STRJD de la Gendarmerie nationale, la CNIL rend publiques les conclusions d'un rapport préliminaire le 14 octobre 2010. La commission constate l'absence de fichier à caractère ethnique mais l'existence de quatre fichiers illégaux.
Dans son « rapport définitif » remis au Premier ministre le 25 novembre 2010, et rendu public le 31 mars 2011, la CNIL précise que ses « investigations n'ont pas permis de constater la mise en œuvre d'un fichier structuré et pérenne regroupant des données à caractère personnel de nature ethnique visant, en particulier, les "gens du voyage" ».

## Exemples
- Voici un exemple de fichage réalisé en Bretagne par la DNAT et le Service régional de police judiciaire de Rennes :

- Régulièrement, des controverses surviennent au sujet de fuites. Ainsi, un sous-officier d'active et deux officiers de gendarmerie en retraite ont été mis en examen à Meaux en mai 2006. Ils sont soupçonnés d'avoir cédé, contre plusieurs centaines de milliers d'euros, des fichiers nominatifs confidentiels aux parcs Euro Disney et Astérix, par l'intermédiaire de cabinets de détectives privés. Ces trois hommes bénéficient de la présomption d'innocence. Un commandant de la police judiciaire a été suspendu administrativement pour avoir détourné des informations contenues dans le STIC au profit de gérants de boîtes de nuit[147].
- Pyrénées-Atlantiques : la gendarmerie de Saint-Jean-Pied-de-Port a relevé en février 2007 les empreintes digitales des dix journalistes et d’une stagiaire de la rédaction de la radio associative bas-navarraise en langue basque Irulegiko Irratia. La rédaction de la radio[148] et le Club de la Presse du Pays basque[149] ont protesté contre cette opération.
- Le président de la CNIL a affirmé que l'action au ministère de l'Intérieur de Nicolas Sarkozy était « particulièrement grave » : « Je constate une dérive du fichage que je considère comme très dangereuse ». La citation est rapportée par le magistrat Serge Portelli dans son livre Ruptures (2007)[150]
- la Direction de la Protection et de la Sécurité de la défense (DPSD), autrefois nommée « Sécurité militaire » a été accusée en 1980 par la Ligue française pour la défense des droits de l'homme et du citoyen (LDH) d'avoir fiché des civils ne relevant pas du ministère de la Défense, par exemple des jeunes gens n'étant pas encore en âge d'être appelés au service national, plus particulièrement dans la région de Brest, et un dirigeant politique, Alain Krivine.

### Autres fichiers
Cette liste provient en partie du rapport Alain Bauer, 2007.
- Fichiers de la police nationale :
  - Fichier des véhicules volés (FVV) ;
  - Fichier des personnes recherchées (FPR) ;
  - Fichier des renseignements généraux (FRG) ;
  - Fichier national transfrontières (FNT)« Délibération no 2006-197 du 14 septembre 2006 portant avis sur le projet d'arrêté modifiant l'arrêté du 29 août 1991 relatif au traitement informatisé du fichier national transfrontière », sur JO, 9 décembre 2006 ;
  - Fichier des brigades spécialisées (FBS) ;
  - Fichier informatisé du terrorisme (FIT), créé en 1982, légalisé par le décret no 1052 du 14 octobre 1991
  - Fichier national du faux monnayage (FNFM) ;
- Fichiers de la gendarmerie nationale:
  - Fichier des objets signalés (FOS)
  - Fichier de traitement des images des véhicules volés (FTIVV)
  - ANACRIM (logiciel d'analyse criminelle)
  - Service central de préservation des prélèvements biologiques (SCPPB)
  - Fichier des avis de condamnations pénales (FAC, créé en 1982)
  - PULS@R
  - Bureautique brigade 2000
  - COG-RENS
  - ARAMIS
  - Fichier de suivi des titres de circulation délivrés aux personnes sans domicile ni résidence fixe (SDRF)
- Fichiers concernant les étrangers:
  - l’application de gestion des dossiers des ressortissants étrangers en France (AGDREF) ;
  - Gestion électronique des reconduites à la frontière audiencées en urgence par les tribunaux (GERFAUT, base créée en 1990)
  - Fichier dactyloscopique de l’Office français de protection des réfugiés et apatrides (lié à EURODAC);
  - Fichier réseau mondial visas 2 (RMV 2) ;
- Fichier du ministère du Travail, des Relations sociales, de la Famille, de la Solidarité et de la Ville
  - FRAMIDE (« France migration détachement »; « gestion des procédures de demandes d'autorisation de travail des étrangers » et « réception des déclarations de détachement des salariés dont l'employeur est établi hors de France. »)« Texte Arrêté du 3 mars 2009 portant création d'un traitement automatisé de données nominatives appelé « FRAMIDE » (France migration détachement) relatif à la gestion des procédures de demandes d'autorisation de travail des étrangers et à la réception des déclarations de détachement des salariés dont l'employeur est établi hors de France » (publié au JO ;le 28 avril 2009) ;
- Autres fichiers :
  - Fichier de la Direction de la surveillance du territoire
  - Fichiers de la Défense nationale ;
  - Agadir - Contrôle fiscal (fichier de la Direction générale des Finances publiques) « Arrêté du 8 juin 2009 modifiant l'arrêté du 7 octobre 1986 relatif à la création de traitements informatisés d'aide à la gestion administrative et au suivi du contrôle fiscal à la direction générale des impôts », sur LegiFrance
  - AGRIPPA (Application nationale de gestion du répertoire informatisé des propriétaires et possesseurs d’armes)
  - Casier judiciaire national ;
  - Casier viticole informatisé (mis en œuvre par l'Institut national de l'origine et de la qualité —  « Arrêté du 9 juin 2009 relatif aux conditions d'accès des organismes de défense et de gestion et des organismes de contrôle aux données du casier viticole informatisé », sur LegiFrance, avec un accès dans chaque Direction régionale des douanes — « Les statistiques viti-vinicoles », sur le site de la douane, 2006 (version du 30 janvier 2013 sur Internet Archive)) ;
  - Système d'immatriculation des véhicules (SIV) ;
  - Fichier central des automobiles (FCA)
  - Système national des permis de conduire (SNPC)
  - Système informatisé de recueil de données pour la gestion du trafic routier
  - Fichier de travail de la police judiciaire (FTPJ), créé en 1987, déclaré à la CNIL en 1991
  - Fichier national des cartes d’identité ;
  - Fichier national des passeports et application DELPHINE (premier traitement de données biométriques à visée administrative en France);
  - Fichier national des personnes incarcérées ;
  - Fichier des naturalisations ;
  - Répertoire national d'identification des personnes physiques (INSEE) ;
  - Fichier du recensement ;
  - Fichier national des incidents de remboursement des crédits aux particuliers (FICP) ;
  - FIchier des COmptes Bancaires et Assimilés (FICOBA)
  - Système national de gestion de l'identité (Caisse nationale d'assurance vieillesse)